# Dineutus jikeli
Dineutus jikeli là một loài bọ cánh cứng trong họ van Gyrinidae. Loài này được Schaufuss miêu tả khoa học năm 1890.